# Metamorfose de Narciso
A Metamorfose de Narciso é uma pintura a óleo feita em 1937 pelo artista catalão Salvador Dalí. A obra, que hoje em dia se encontra no museu Tate Gallery, em Londres, representa o mito de Narciso, da mitologia greco latina. Existem ao menos quatro registros literários do mito de Narciso. As versões mais citadas são as de Ovídio e Cânon, as quais remontam ao século I, bem como a de Pausânias, do século II.
Além de Dalí, outros artistas retrataram o mito de Narciso, cada qual à sua maneira, variando os estilos dependendo do contexto histórico e do movimento artístico aos quais estavam inseridos. Entre eles, destacam-se as representações de Caravaggio, Nicolas Poussin e Waterhouse.

## A Metamorfose de Narcisoe a psicanálise
A história do jovem Narciso (um rapaz incrivelmente belo, mas que devido à sua extrema arrogância acabou condenado a admirar o próprio reflexo às margens de um lago até morrer e ser transformado em flor pela deusa Afrodite) serviu ainda de inspiração para a psicanálise, que, por sua vez, teve forte influência nas obras dos artistas surrealistas. 
Para Azoubel Neto, “a psicanálise redescobriu o mito, retomou o seu estudo através de um método de trabalho próprio, um método que constitui em si um processo de resgate. Localizou a presença do mito como uma condição real, atuante e atual no inconsciente." O mito de Narciso foi utilizado em boa parte da literatura psicanalítica de Sigmund Freud, aparecendo pela primeira vez no ensaio Sobre o Narcisismo: Uma Introdução. O autor resgatou, posteriormente, o conceito em Luto e Melancolia (1917), relacionando-o “a um tipo de identificação, em que o self, diante da perda de um objeto, transforma-se na imagem e semelhança do objeto perdido.”
Em 1939, Dalí foi à capital inglesa para conhecer Freud, que se encontrava exilado em território britânico devido à ascensão do nazismo na Áustria e na Alemanha. Dalí mostrou então ao psicanalista o quadro que havia pintado dois anos antes. Ao ver a pintura, Freud ressaltou o artificialismo da tentativa dos surrealistas em retratar de maneira artística o inconsciente. “Não é o inconsciente o que eu vejo em suas pinturas e sim o consciente”, disse Freud. No entanto, ao se deparar com A Metamorfose de Narciso, o médico ressaltou “a inegável maestria técnica” do pintor catalão.
Para o psicanalista austríaco, os artistas pertencentes ao movimento surrealista não poderiam ser analisados por meio das obras que produziam, embora tivessem tal pretensão . Em vez disso, eles estariam utilizando temas e teorias retirados da psicanálise como forma de dar às suas obras o aspecto de inconsciente. 